# Korbács és kereszt
A Korbács és kereszt vagy későbbi magyar címén Fiúiskola 1985-ben bemutatott amerikai filmvígjáték-dráma.

## Cselekmény
1965 környékén a 16 éves Michael Dunn a brooklyni St. Basil katolikus fiúiskolába kerül. Összebarátkozik az osztály összes antiszociális tagjával, összeütközésbe kerülnek a tanári karral és felfedezik a női nemet.

## Szereplők
- Donald Sutherland – Thadeus testvér
- John Heard – Timothy testvér
- Andrew McCarthy – Michael Dunn
- Mary Stuart Masterson – Danni
- Kevin Dillon – Rooney
- Malcolm Danare – Caesar
- Jennifer Dundas – Boo (a stáblistában Jennie Dundas néven)
- Kate Reid – nagymama
- Wallace Shawn – Abruzzi atya
- Jay Patterson – Constance testvér
- George Anders – Augustus testvér
- Dana Barron – Janine
- John Eric Bentley
- Imogene Bliss – szakács
- Philip Bosco – Paul testvér